# Villa Kramář
La Villa Kramář (en tchèque : Kramářova vila) est la résidence officielle du président du gouvernement de la République tchèque depuis 1998. Elle se situe à Prague.
Elle ne doit pas être confondue avec l'académie Straka, siège du gouvernement.

## Historique

### Construction
Au début du XXe siècle, le député tchécoslovaque Karel Kramář décide de faire construire une villa sur les hauteurs de Prague. La municipalité lui cède un terrain de douze mille mètres carrés, à condition qu'il s'agisse d'un bâtiment de plain-pied, complément esthétique du château de Prague. La zone étant peu peuplée, une route d'accès et un réseau d'assainissement sont construits.
Kramář fait appel à un architecte de Vienne, Friedrich Ohmann, pour dessiner les plans. Les travaux commencent en 1911, sous la direction de Josef Čánský. Ils prennent fin en 1915. L'intérieur est le fait d'un professeur d'art, Beneš, et d'un sculpteur, Celda Klouček, sous la surveillance de Nadezhda Nikolayevna, l'épouse du propriétaire.

### Changements de propriétaire
Arrêté le 21 mai 1915 pour haute trahison par le gouvernement d'Autriche-Hongrie, quelques jours à peine après avoir emménagé, Karel Kramář est condamné à mort, mais bénéficie d'une amnistie. Il revient finalement s'y installer en 1917. En 1930, du fait de la Grande Dépression, il demande à la municipalité de Prague d'être exonéré d'impôts locaux, ce que cette dernière accepte.
À la suite du décès du couple Kramář, en 1938, la villa est reprise par la « société Karel Kramář », qui la loue à la galerie nationale. En 1949, le musée national en prend possession, avant que le gouvernement communiste tchécoslovaque ne devienne propriétaire des lieux, en 1952.
Progressivement tombée en ruine, la Villa Kramář est entièrement restaurée entre 1994 et 1998. Le 18 décembre, elle devient officiellement la résidence du président du gouvernement, le social-démocrate Miloš Zeman étant le premier à l'occuper.

## Architecture
Le bâtiment, d'une superficie de sept cents mètres carrés, se répartit en cinquante-six pièces. Outre les pièces privées que sont les bureaux et chambres à coucher, on trouve huit caves, un lieu de stockage du pétrole, des chambres d'hôte, des salons, des salles à manger, des salles de bain, une salle de billard et une salle de repassage. Au niveau technique, la villa bénéficie d'un ascenseur et d'un système central d'aspiration de la poussière.
Autour du bâtiment se trouve un jardin à la française, la dépendance du jardinier, un parc boisé et un court de tennis.
Elle est construite entre le style néo-baroque et art nouveau, assez typique des villas pragoises.